# Ernest Dimnet

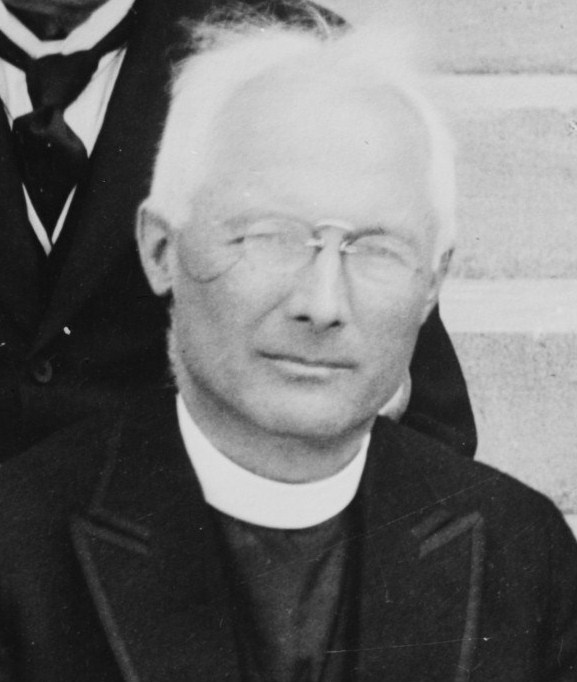
Ernest Dimnet (1923)

Ernest Dimnet, född 9 juni 1866 i Trélon i Nord, död 1954, var en fransk katolsk författare.
Dimnet var professor i engelska och litteratur vid Collège Stanislaus i Paris. Av hans skrifter märks Les sœurs Brontë (1910, Systrarna Brontë), som tidigare sågs som det främsta arbetet om dessa syskon, The Art of Thinking (1928, Konsten att tänka), en först i Amerika utgiven populär handledning i praktisk psykologi, som fått stor spridning.